# Olga Artesjina
Olga Dmitrijevna Artesjina (ryska: Ольга Дмитриевна Артешина), född den 27 november 1982 i Samara, dåvarande Sovjetunionen, är en rysk basketspelare som var med och tog OS-brons 2004 i Aten. Detta var första gången Ryssland tog en medalj i damklassen vid de olympiska baskettävlingarna sedan Sovjettiden. 

## Klubbhitsorik
- 1997–2007  CSKA Samara
- 2007–2008  CSKA Moskva
- 2009–2011  Ekaterinburg